# Lista celor mai scumpe străzi după oraș

## Rezidențial

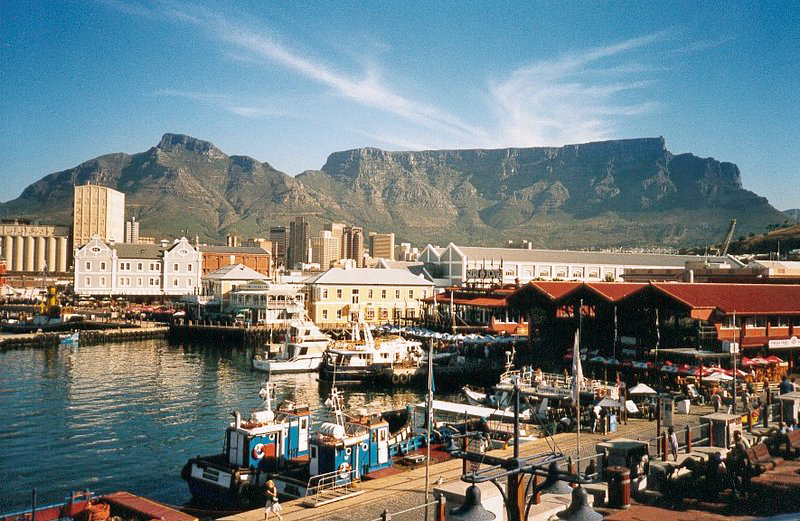
Victoria & Alfred Waterfront din Cape Town

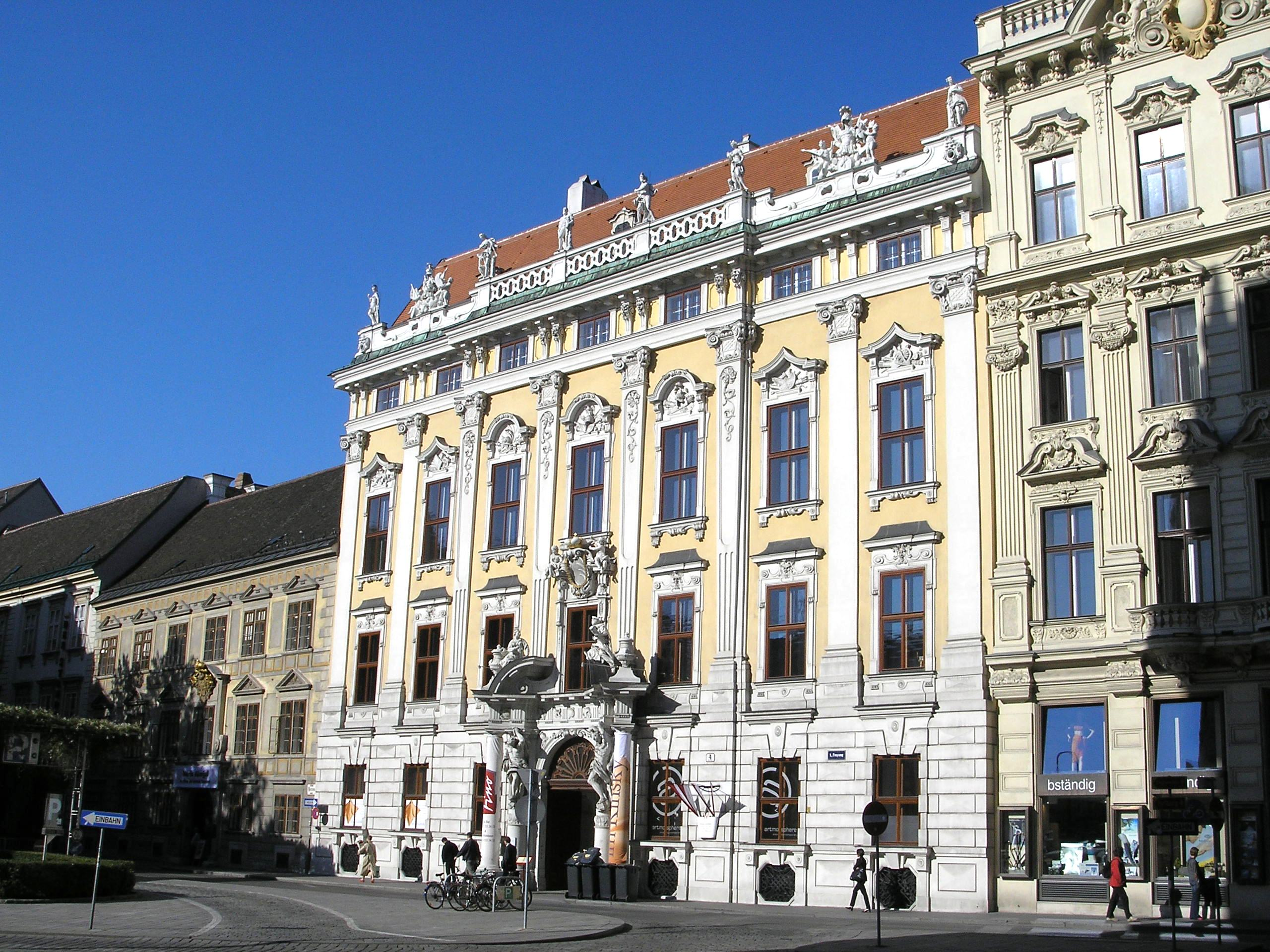
Herrengasse din Viena

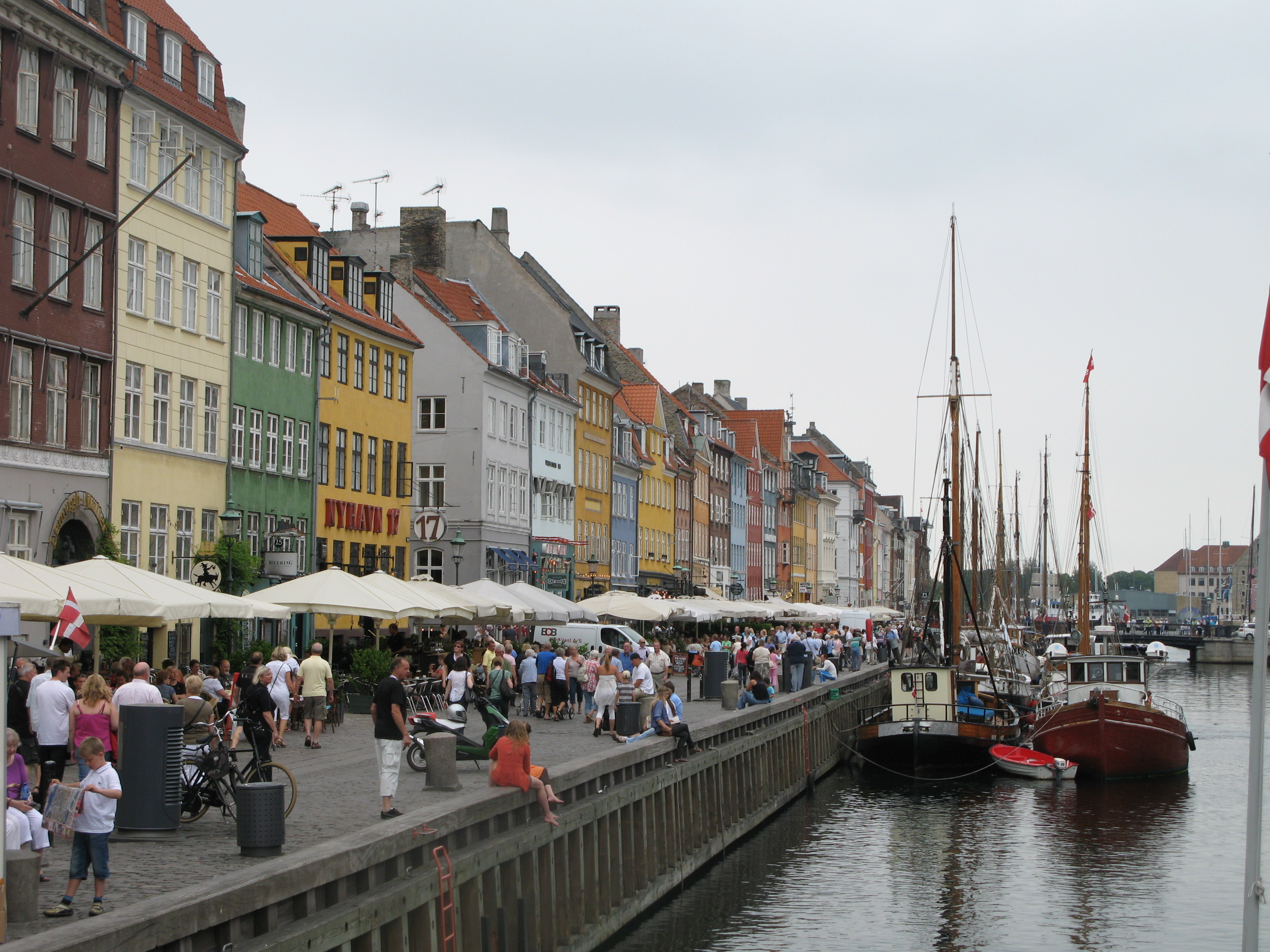
Nyhavn din Copenhaga

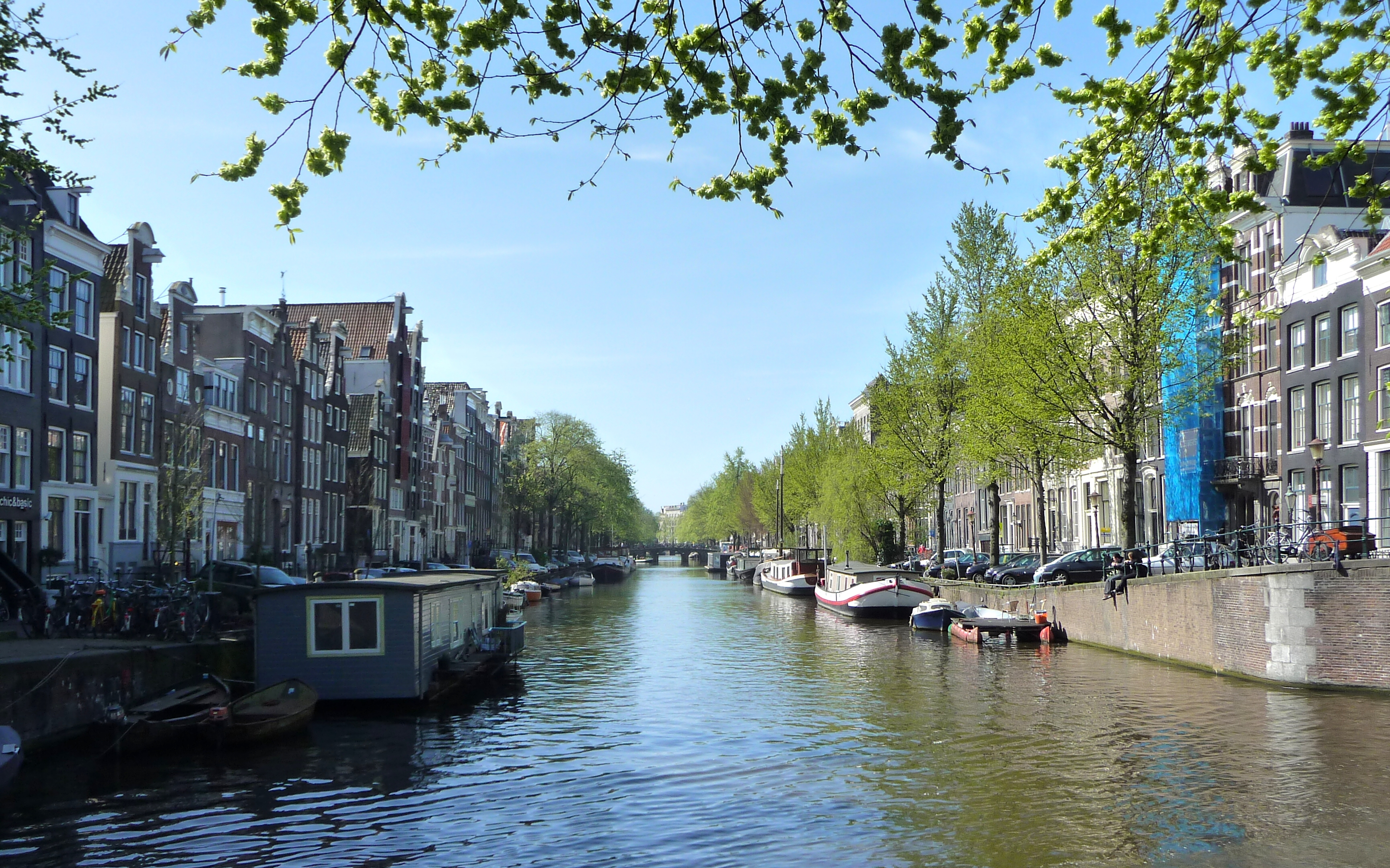
Herengracht, Amsterdam

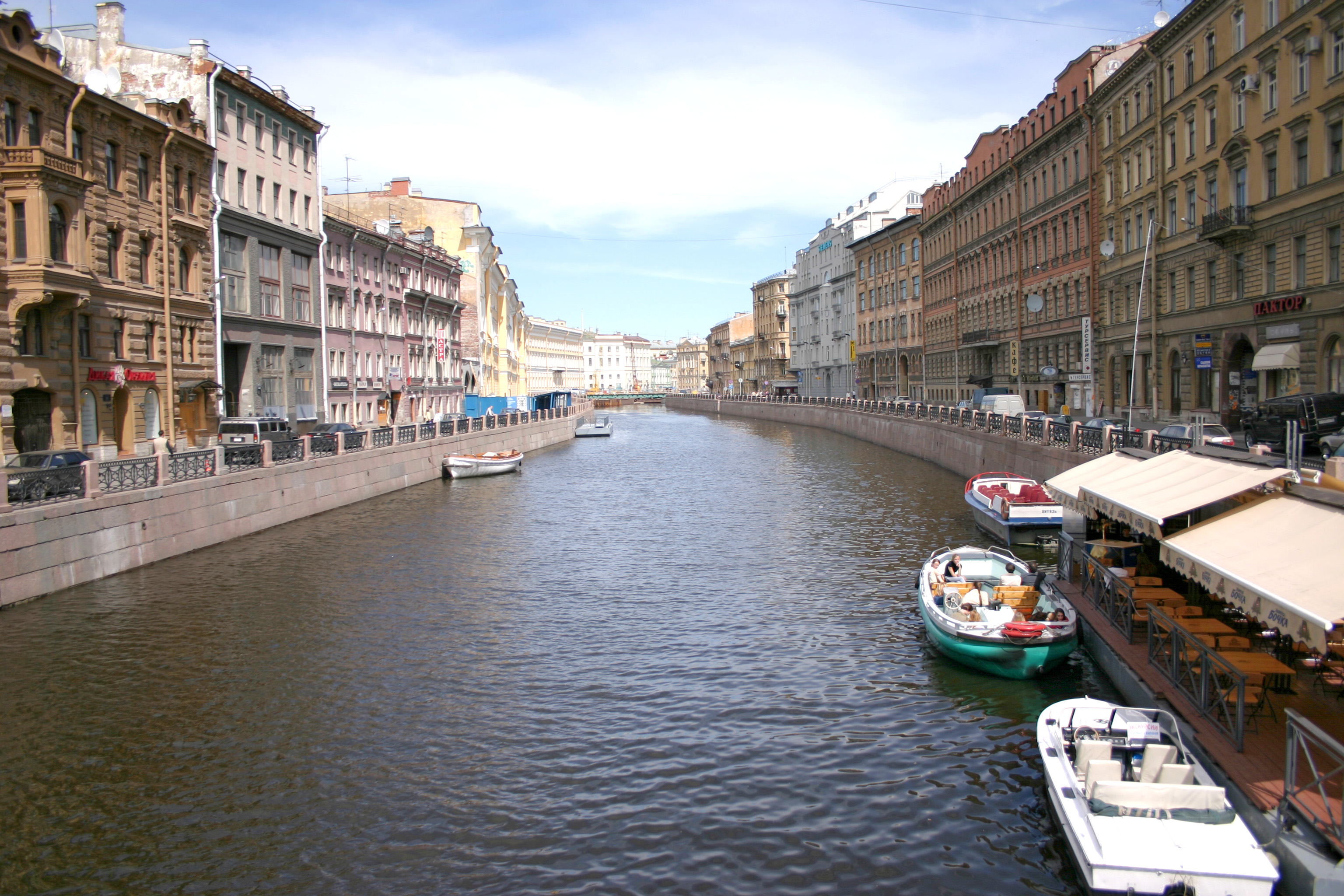
Moyka River Embankment

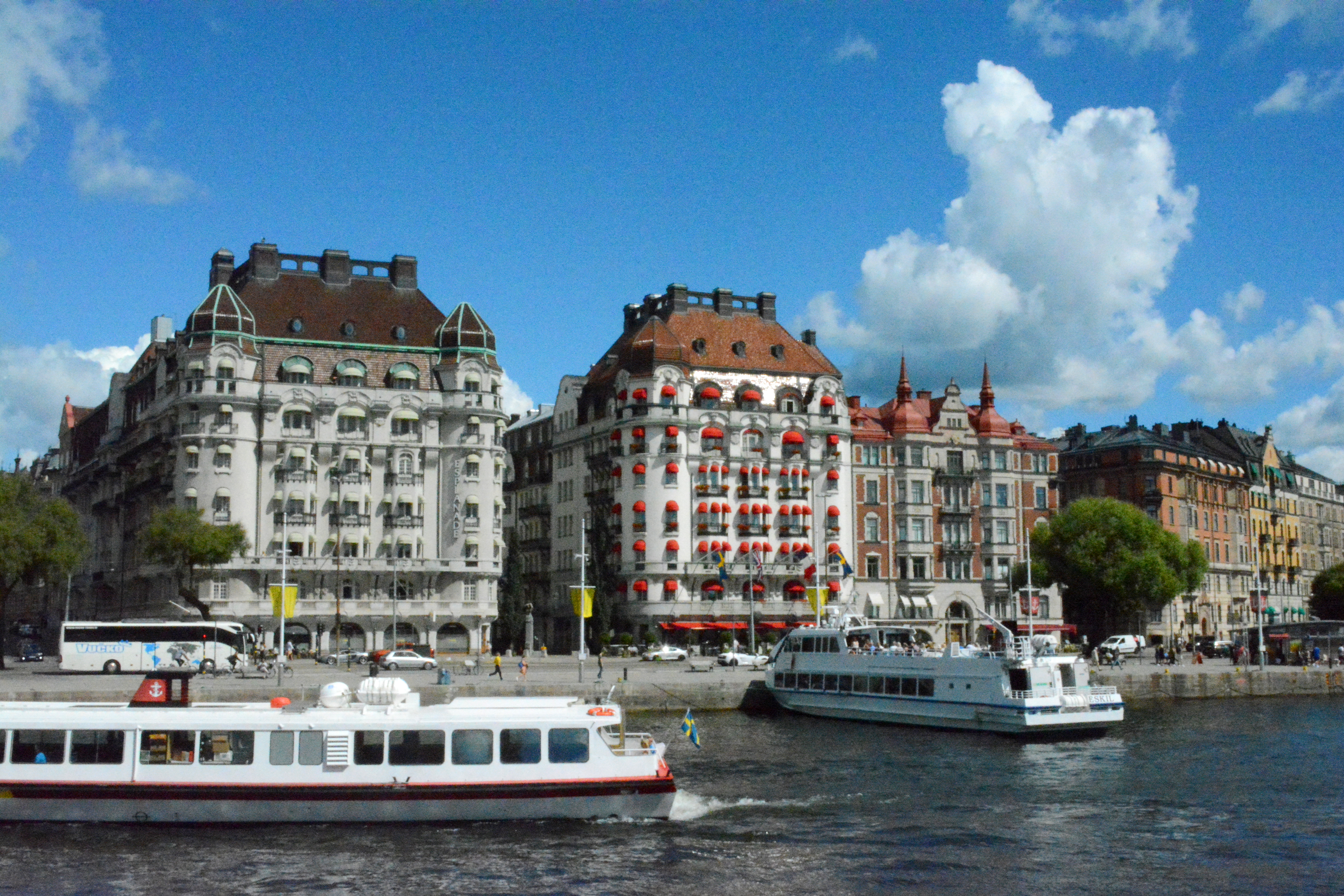
Strandvägen, Stockholm

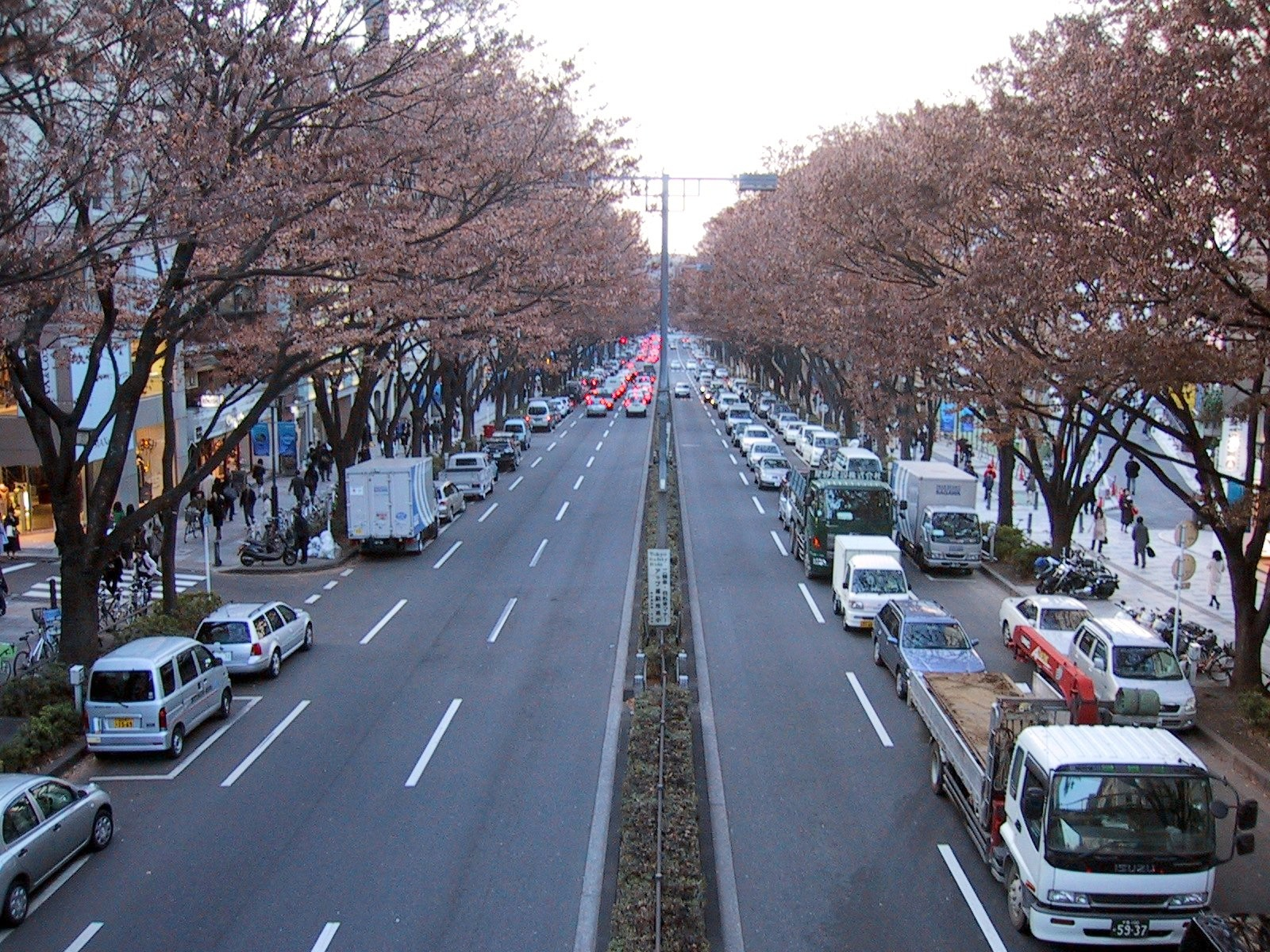
Omotesandō din Tokyo

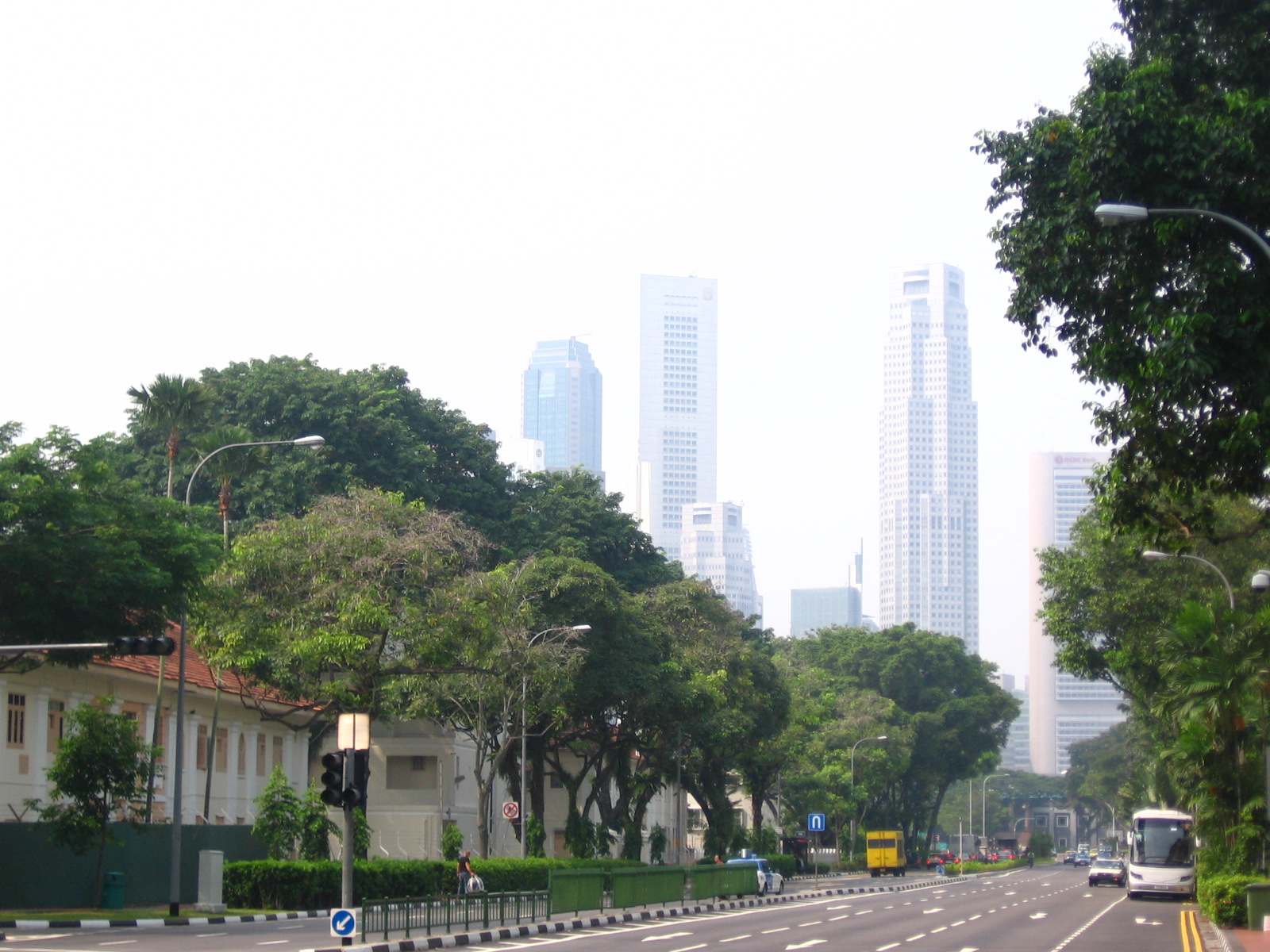
Beach Road, Singapore

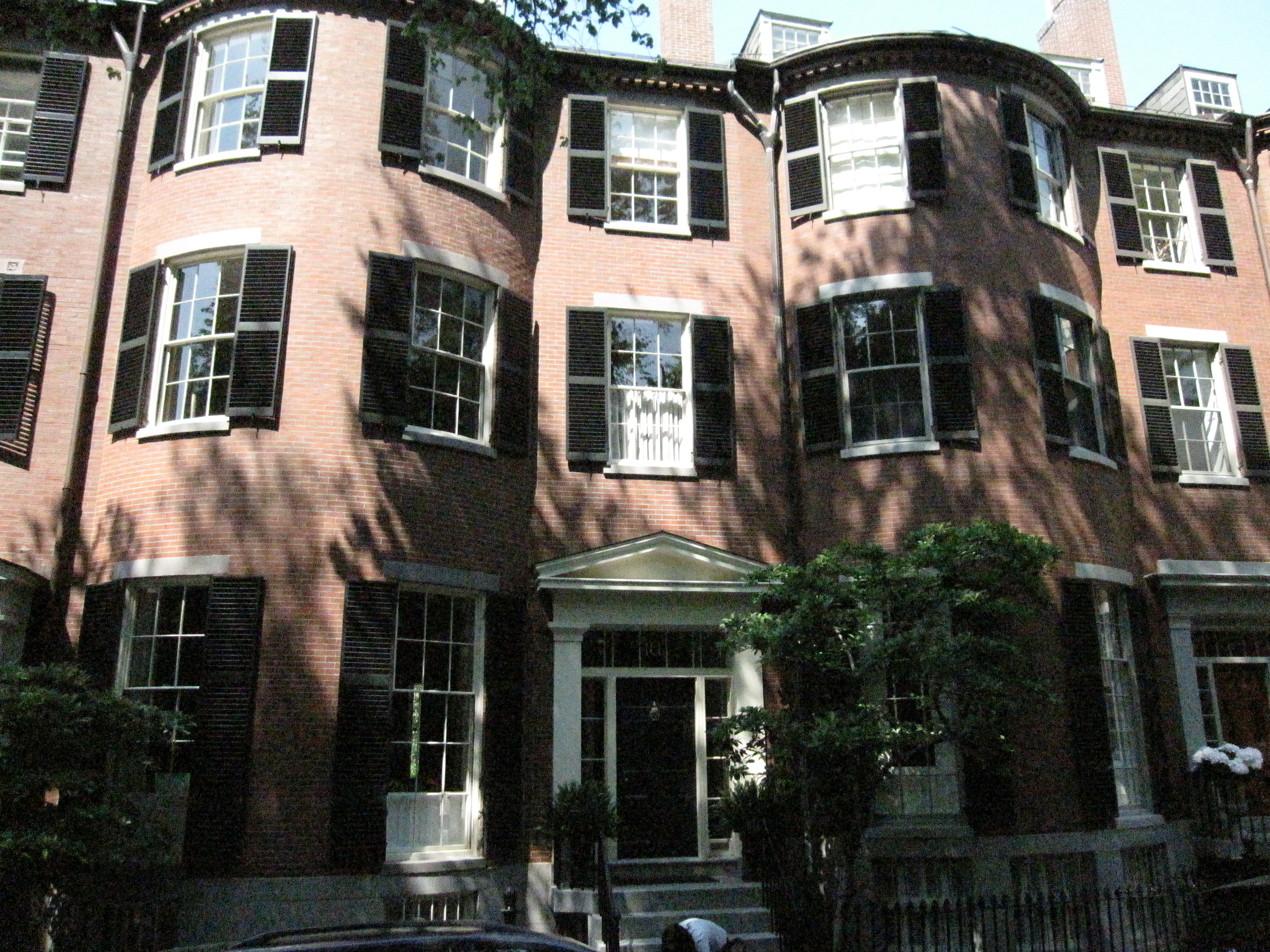
Louisburg Square din Boston

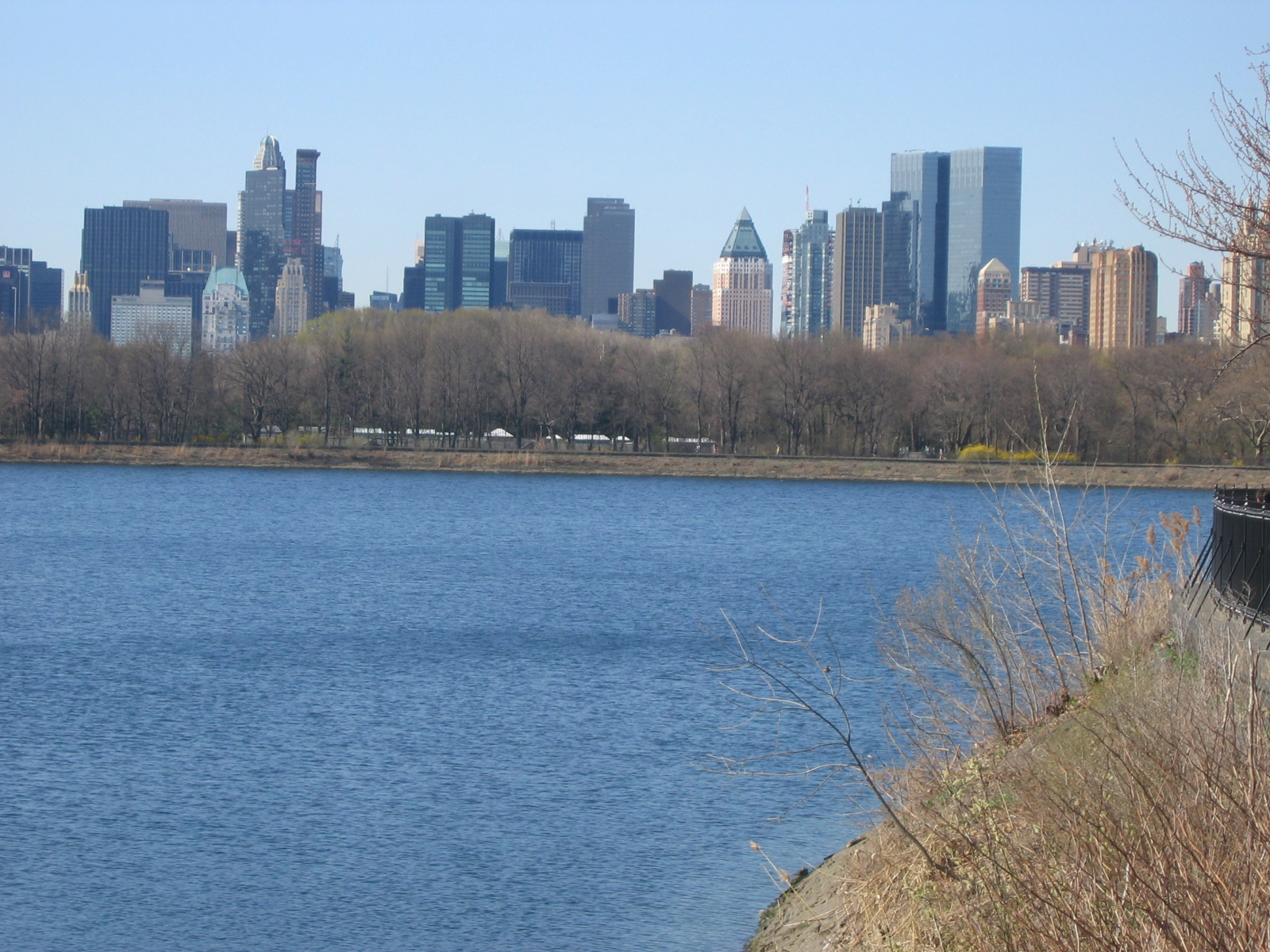
New York City

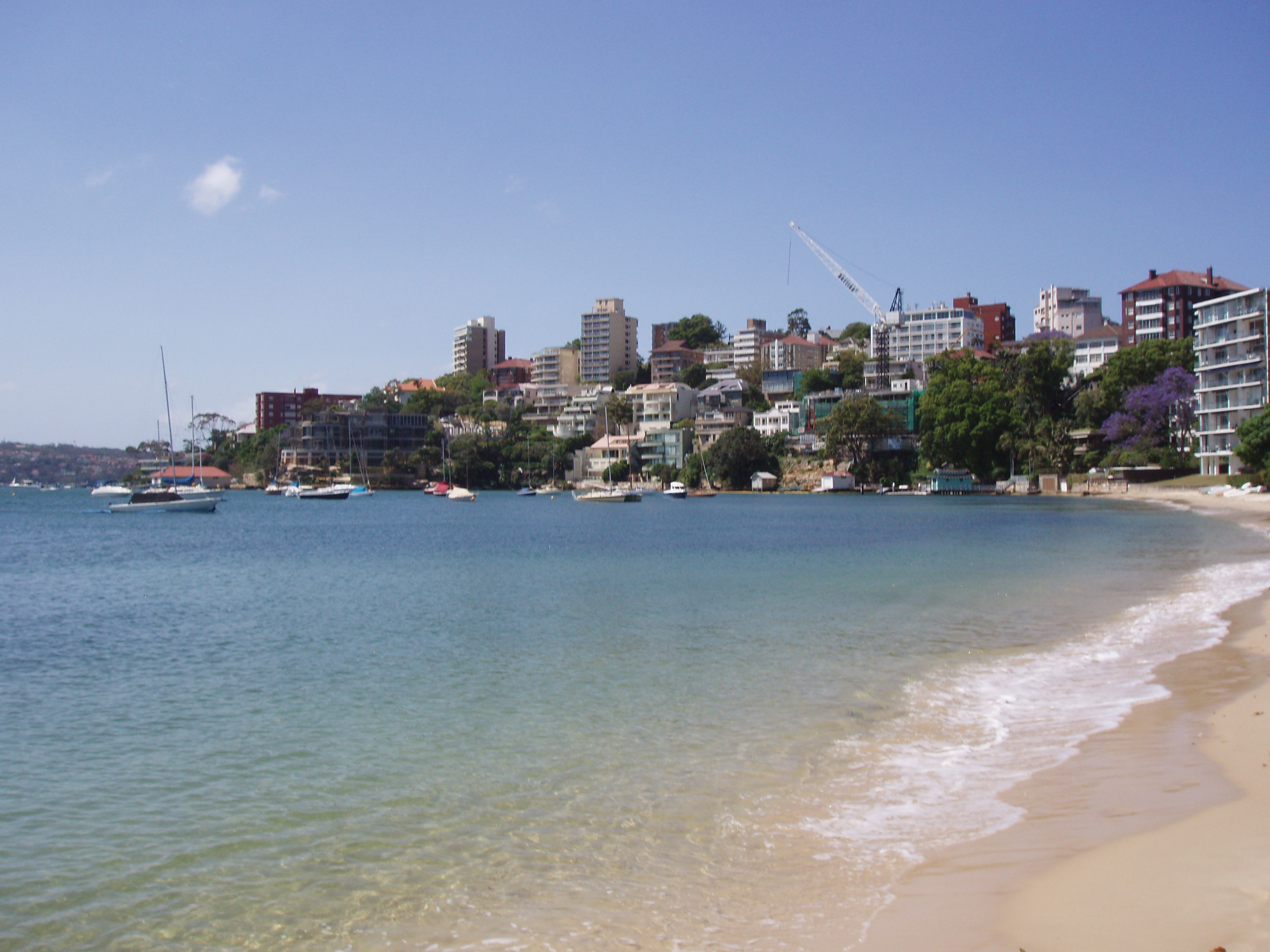
Wolseley Road din Sydney

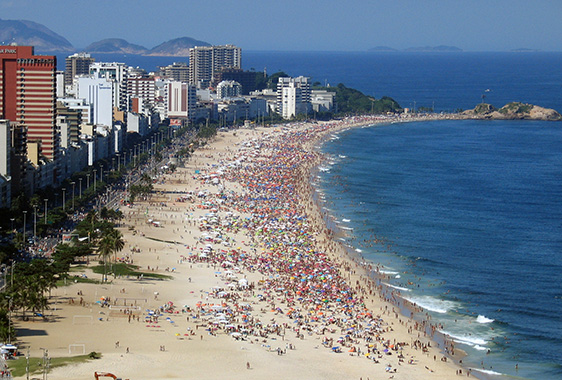
Avenida Vieira Souto din Rio de Janeiro

### Africa

#### Maroc
- Marrakech: Circuit de la Palmeraie[1]

#### Africa de Sud
- Cape Town: Victoria & Alfred Waterfront[2]

### Europa

#### Austria
- Viena: Herrengasse

#### Belgia
- Bruxelles: Place du Grand Sablon

#### Republica Cehă
- Praga: Vodickova Street

#### Danemarca
- Copenhaga: Nyhavn

#### Franța
- Paris: Avenue Foch[3]

#### Germania
- München: Widenmayerstrasse

#### Grecia
- Atena: Herodou Attikou Street

#### Irlanda
- Dublin: Shrewsbury Road[4]

#### Italia
- Milano: Via Venti Settembre
- Roma: Via Veneto

#### Luxemburg
- Luxemburg: Boulevard de la Pétrusse

#### Olanda
- Amsterdam: Herengracht

#### Rusia
- Moscova: Ostozhenka Street[5]
- Sankt Petersburg: Moyka River Embankment

#### Spania
- Madrid: Paseo del Prado

#### Suedia
- Stockholm: Strandvägen

#### Elveția
- Geneva: Chemin du Vent-Blanc

#### Marea Britanie
- Londra: Kensington Palace Gardens (World's most expensive)

### Estul Îndepărtat

#### China
- Hong Kong: Middle Gap Road[1]

#### India
- New Delhi: Amrita Shergill Marg
- Bombay: Carmichael Road

#### Japonia
- Tokyo: Omotesandō

#### Singapore
- Singapore: Beach Road

### Orientul Mijlociu

#### Israel
- Tel Aviv: Hayarkon Street[6]
  - Herzliya: Galei Tchelet[7], Galei Kinneret[6]

#### Turcia
- Istanbul: Köybașı Caddesi[1][8]

### America de Nord

#### Canada
- Montreal, Quebec: Rue Sherbrooke Ouest
- Toronto, Ontario: The Bridle Path
- Vancouver, British Columbia: Radcliffe Avenue[1]

#### Mexic
- Mexico City: Paseo de la Reforma

#### Statele Unite
- Boston, Massachusetts: Louisburg Square
- Chicago, Illinois: North Lake Shore Drive
- Las Vegas, Nevada: Eagles Landing Lane
- Los Angeles, California: Mandeville Canyon Road[9]
- Miami, Florida: Star Island Drive
- New York, New York: 5th Avenue[10][11]
- Newport, Rhode Island: Bellevue Avenue
- Newport Beach, California: Brighton Road[9]
- Philadelphia, Pennsylvania: Rittenhouse Square
- Saint Paul, Minnesota: Summit Avenue
- San Francisco, California: Broadway Street[9]
- Seattle, Washington: Evergreen Point Road[9]

### Oceania

#### Australia
- Gold Coast: Hedges Avenue[1]
- Perth: Victoria Avenue (Dalkeith)[1]
- Sydney: Wolseley Road
- Melbourne: St Georges Road
- Canberra: Mugga Way

#### Noua Zeelandă
- Auckland: Paritai Drive

### America de Sud

#### Argentina
- Buenos Aires: Avenida Alvear

#### Brazilia
- Rio de Janeiro: Avenida Vieira Souto[1]

## Comerț

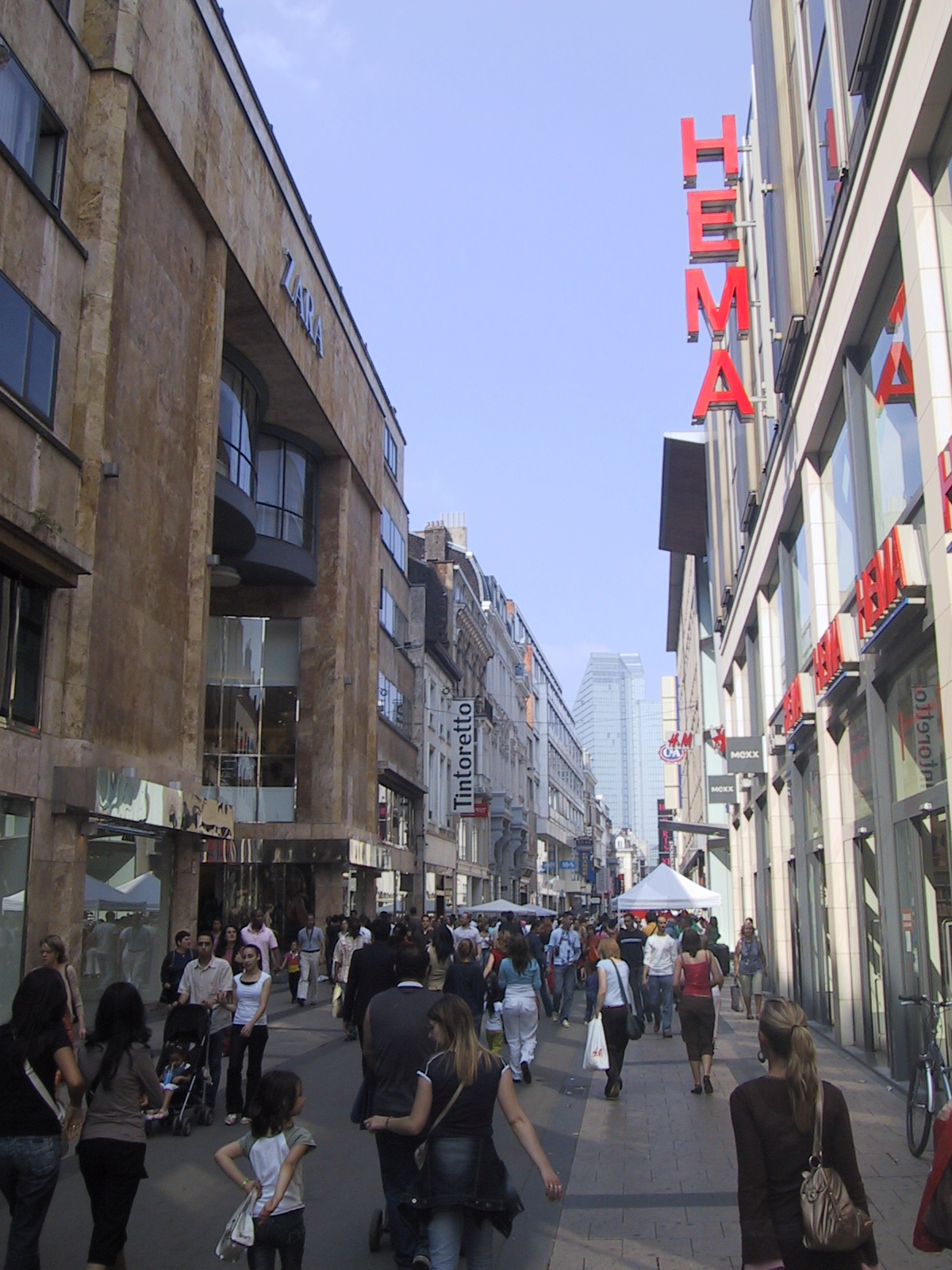
Rue Neuve in Bruxelles

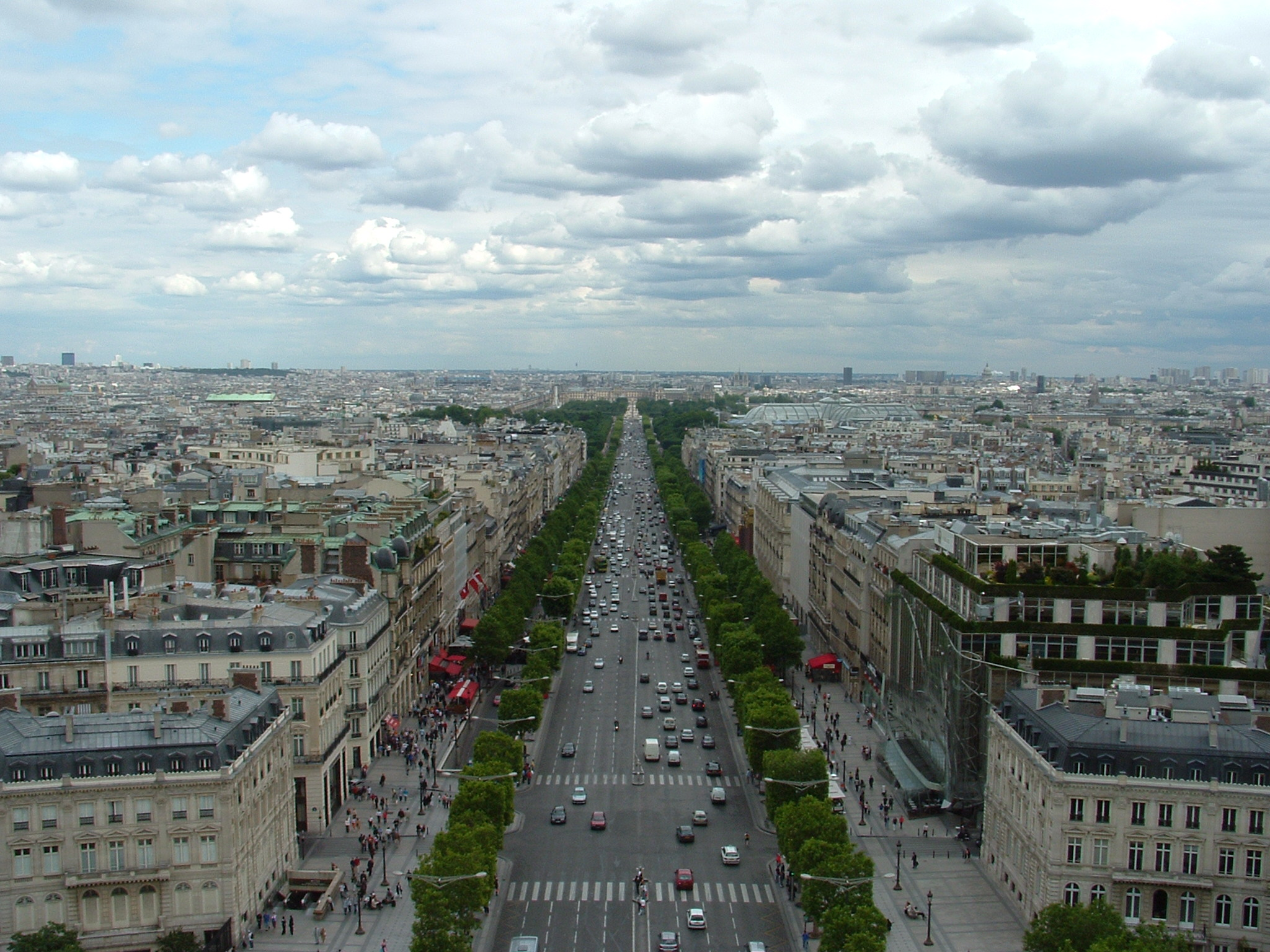
Avenue des Champs-Élysées

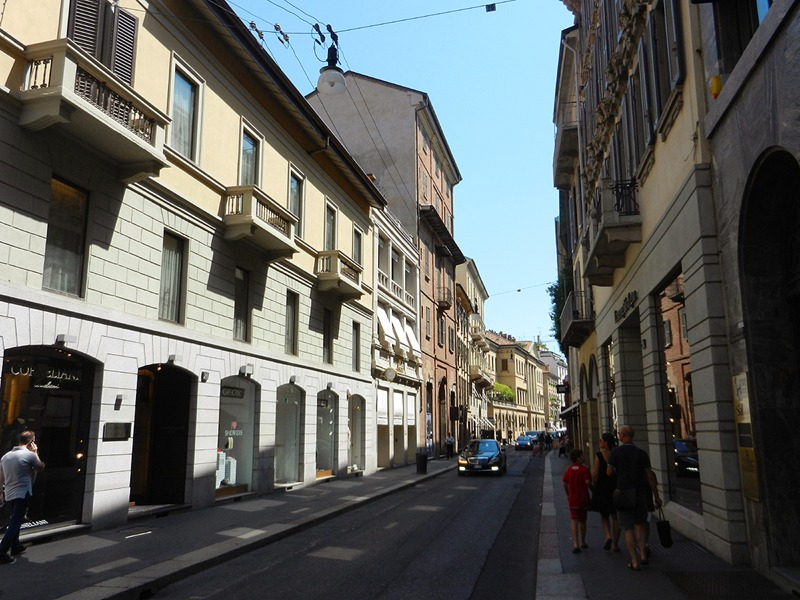
Via Montenapoleone, Milano

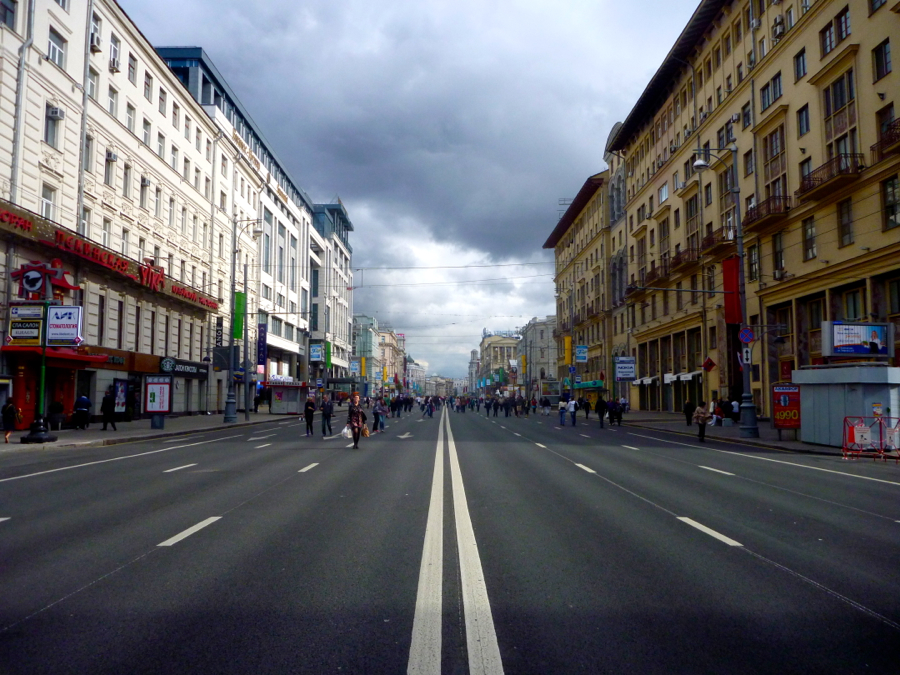
Tverskaya Street, Moscova

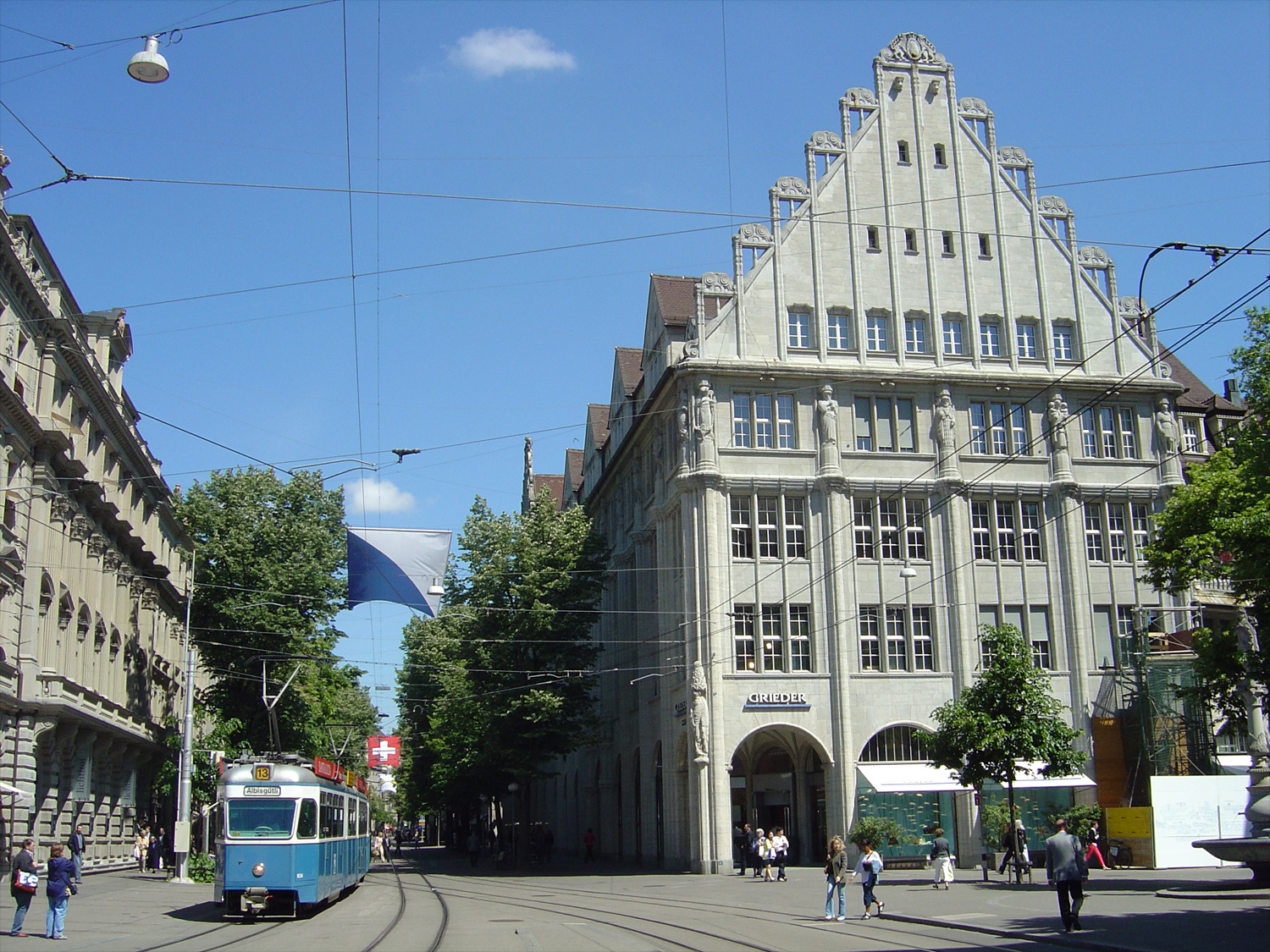
Bahnhofstrasse in Zürich

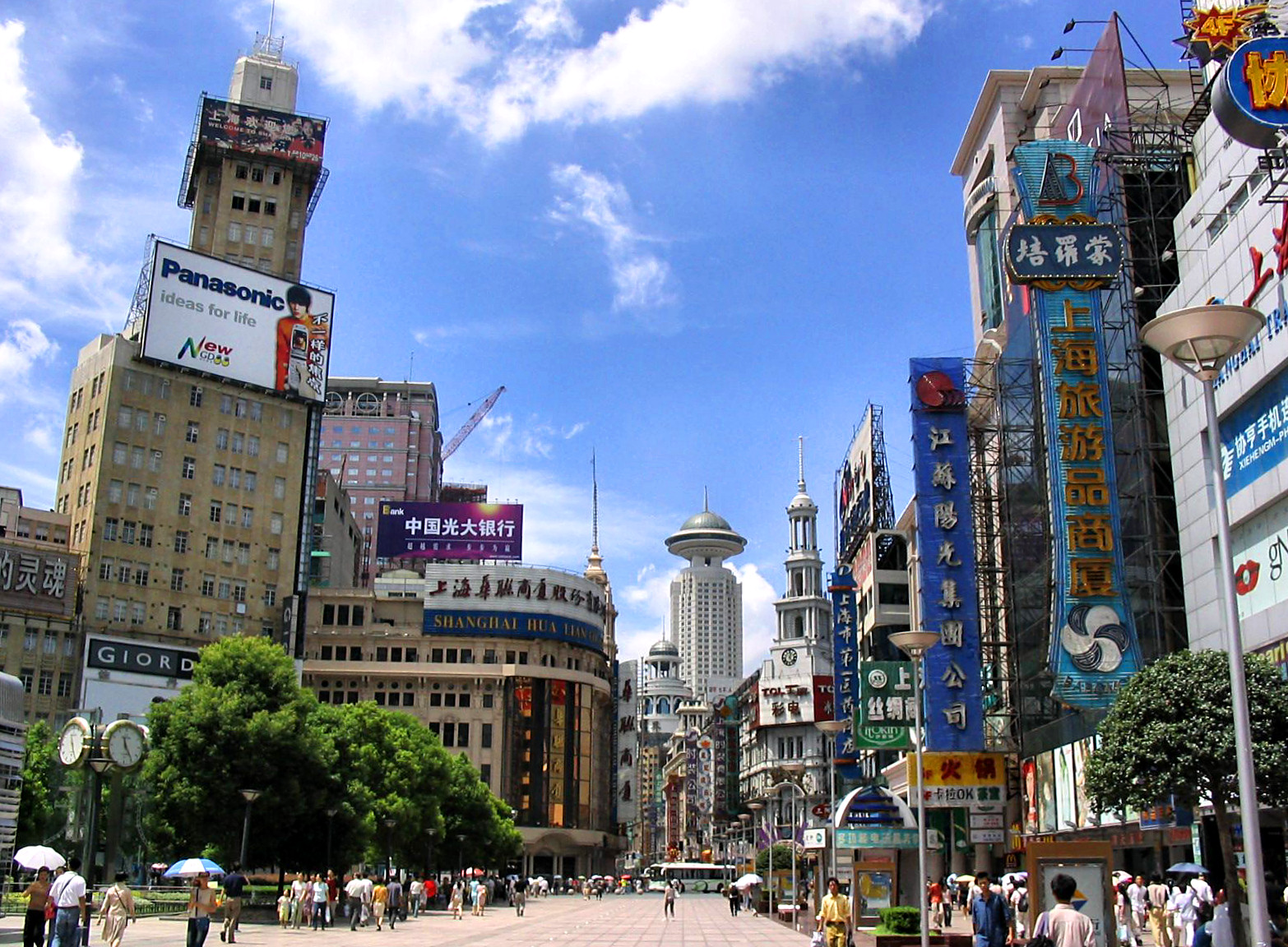
Nanjing Road in Shanghai

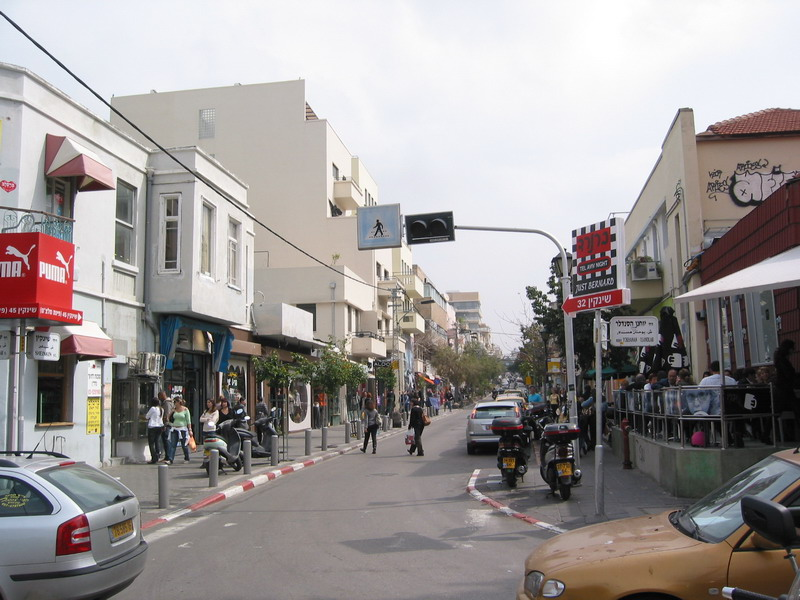
Sheinkin Street in Tel Aviv

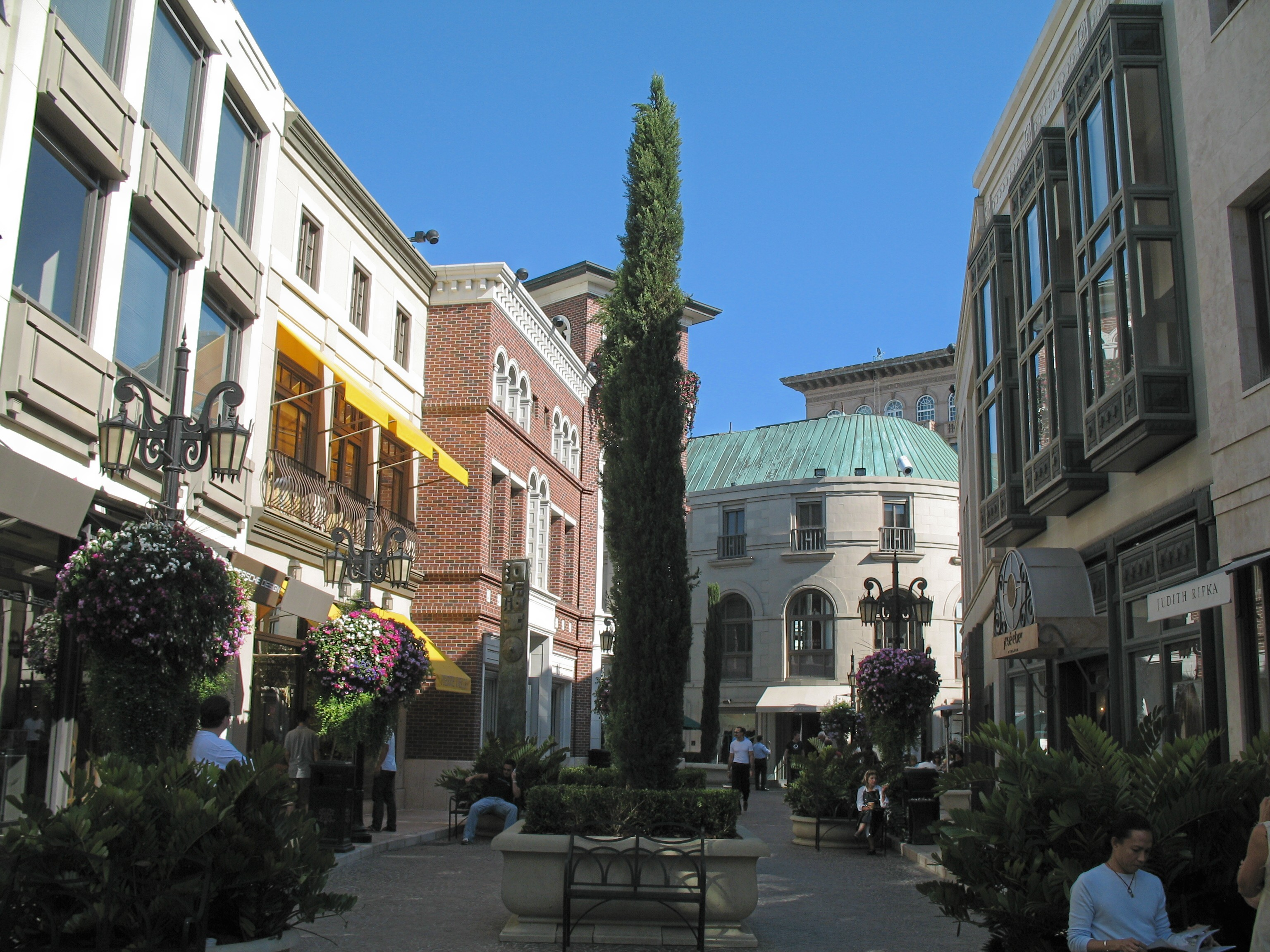
Rodeo Drive in Los Angeles

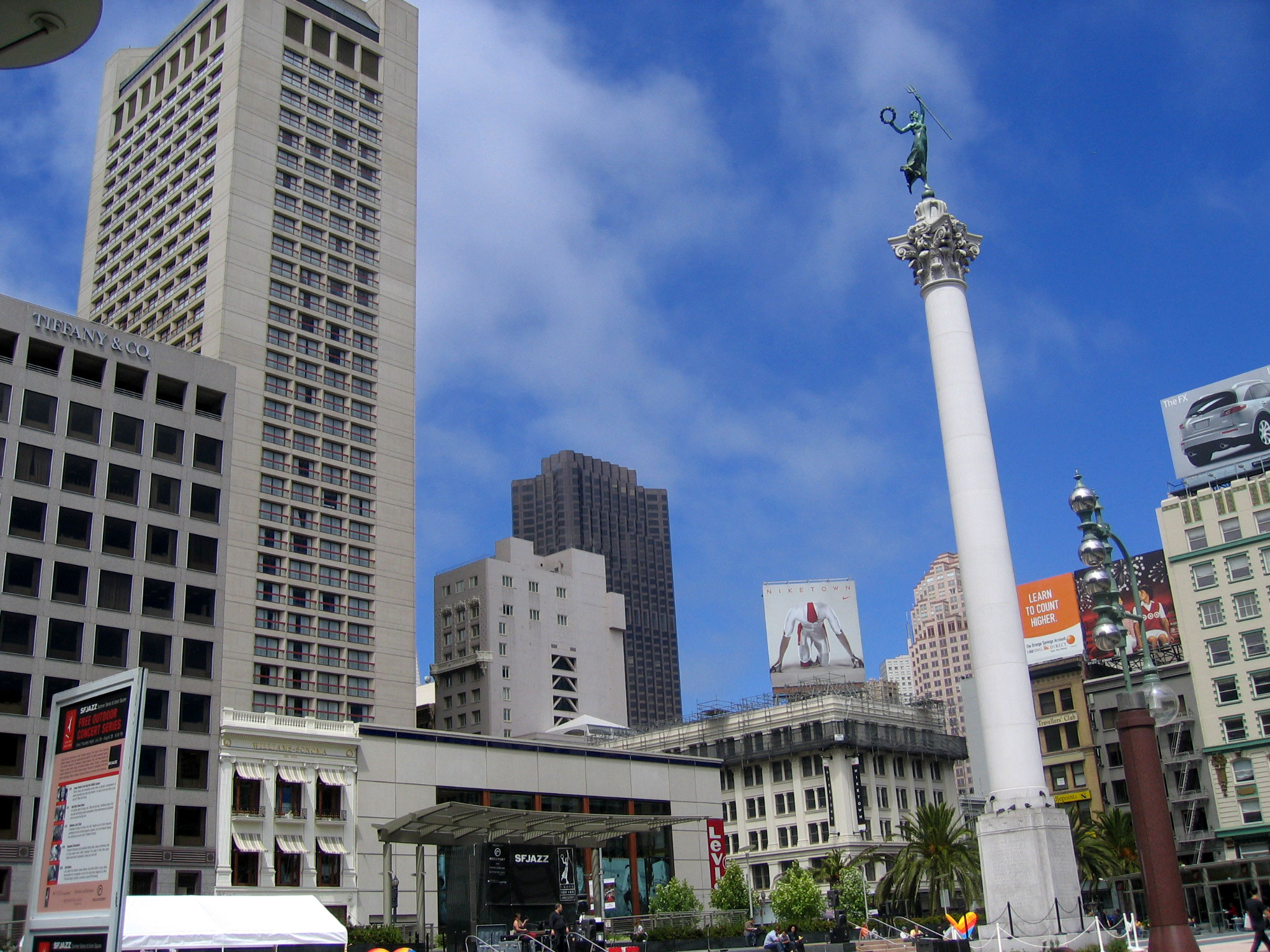
Union Square, San Francisco

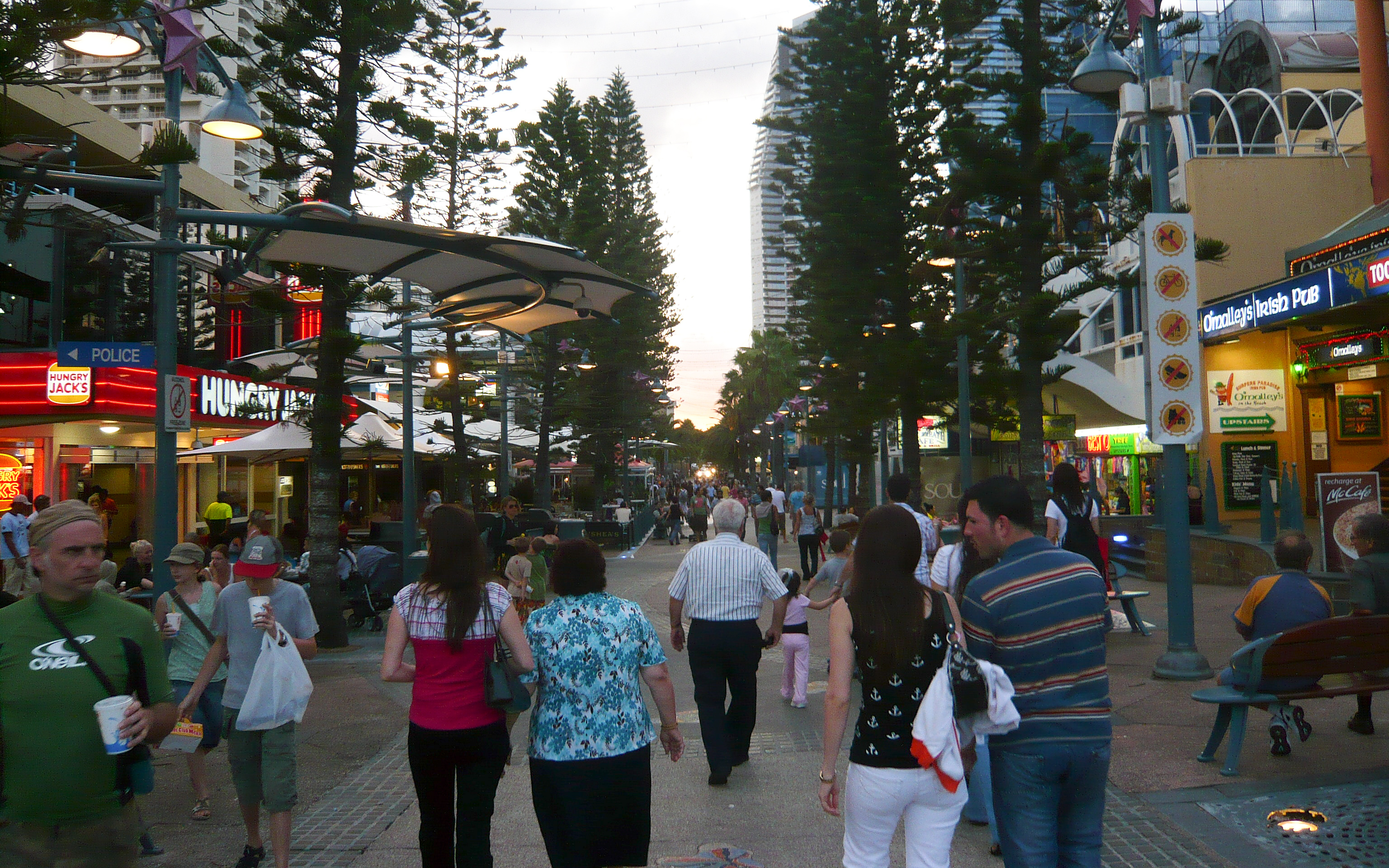
Cavill Avenue in Gold Coast

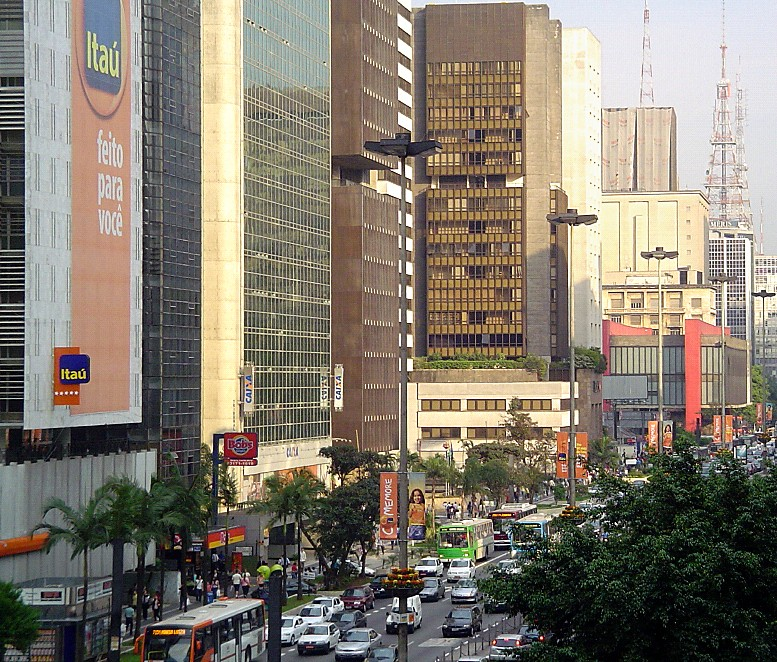
São Paulo's Avenida Paulista

### Africa

#### Maroc
- Marrakech: Avenue Mohammed V

#### America de Sud
- Cape Town: Victoria & Alfred Waterfront[12]

### Europa

#### Austria
- Viena: Kärntnerstrasse

#### Belgia
- Bruxelles: Rue Neuve[8]

#### Republica Cehă
- Praga: Wenceslas Square

#### Danemarca
- Copenhaga: Strøget

#### Franța
- Paris: Bulevardul Champs-Élysées[10]

#### Germania
- Munchen: Kaufingerstrasse[13]

#### Grecia
- Atena: Ermou Street[13]

#### Irlanda
- Dublin: Grafton Street[13][14]

#### Italia
- Milano: Via Montenapoleone[8][10]
- Roma: Via dei Condotti

#### Luxembourg
- Luxembourg: Grand Rue

#### Olanda
- Amsterdam: Kalverstraat[8]

#### Rusia
- Moscova: Tverskaya Street[14]
- Sankt Petersburg: Nevsky Prospekt

#### Spania
- Madrid: Calle Preciados[8]

#### Suedia
- Stockholm: Biblioteksgatan[8]

#### Elveția
- Geneva: Rue du Rhône
- Zürich: Bahnhofstrasse[10][13]

#### Marea Britanie
- London: Oxford Street[14]

### Estul Îndepărtat

#### China
- Hong Kong: Causeway Bay[13]
- Shanghai: Nanjing Road

#### India
- New Delhi: Khan Market[15]

#### Japonia
- Tokyo: Ginza[13][16]

#### Singapore
- Singapore: Orchard Road[8]

### Orientul Mijlociu

#### Israel
- Tel Aviv: Sheinkin Street

#### Turcia
- Istanbul: Abdi İpekçi Street

### America de Nord

#### Canada
- Montréal, Quebec: Rue Sainte-Catherine
- Toronto, Ontario: Bloor Street[8][14]
- Vancouver, British Columbia: Robson Street

#### Statele Unite
- Boston, Massachusetts: Newbury Street[14][17]
- Chicago, Illinois: North Michigan Avenue (Magnificent Mile)[18]
- Las Vegas, Nevada: Las Vegas Strip
- Beverly Hills, California: Rodeo Drive[10]
- Houston, Texas: Post Oak Boulevard
- Miami, Florida: Collins Avenue
- New York, New York: 5th Avenue
- Newport, Rhode Island: Thames Street
- Newport Beach, California: Newport Center Drive
- Philadelphia, Pennsylvania: Walnut Street
- Saint Paul, Minnesota: Grand Avenue
- San Francisco, California: Union Square[14]
- Washington, DC: Wisconsin Avenue

#### Mexic
- Mexico City: Avenida Presidente Masaryk

### Oceania

#### Australia
- Gold Coast: Cavill Avenue
- Perth: Hay Street
- Sydney: Pitt Street[13]
- Melbourne: Collin Street
- Orange: Summer Street

#### Noua Zeelandă
- Auckland: Queen Street

### America de Sud

#### Argentina
- Buenos Aires: Florida Street[8]

#### Brazilia
- Rio de Janeiro: Rio Sul Shopping[14]
- São Paulo: Avenida Paulista